# Síndrome del piramidal
El síndrome del piramidal, también conocido como síndrome del piriforme, es un síndrome causado por compresión o pinzamiento del nervio ciático por parte del músculo piriforme que a menudo se manifiesta con dolor, hormigueo o entumecimiento de la nalga y el muslo superior posterior, pudiéndose extender al muslo inferior y a la parte baja de la pierna. Por su sintomatología, es frecuentemente confundido con otras patologías relacionadas con la ciática, y su diagnóstico es alcanzado no solo a partir de la sintomatología propia de la lesión, sino a partir del descarte de, entre otros, patología discal en la zona lumbar, estenosis espinal lumbar, o patología de origen pélvica.
Entre las causas más comunes se hallan la lesión del músculo glúteo o del piramidal, la presencia de espasmo muscular en este músculo, variaciones anatómicas en las estructuras de la zona anexa al músculo, o lesiones por reclutamiento excesivo de este. No existe un protocolo estandarizado que sirva como diagnóstico preciso del síndrome del piramidal.
El tratamiento suele incluir la prescripción de reposo, fisioterapia y la toma de fármacos antiinflamatorios no estereoideos y relajantes musculares. En ocasiones se realizan inyecciones de toxina botulínica para disminuir el espasmo muscular.

## Historia
Originalmente, se creía que la causa de la ciática tenía como único origen la compresión del nervio ciático debido a una protrusión discal en la zona lumbar. Sin embargo, en 1934, se halló una causa adicional que sería desarrollada en 1943 por el neurocirujano Daniel Robinson en lo que hoy en día se conoce como síndrome del piramidal.

## Epidemiología
Debido a la ausencia de un protocolo de diagnóstico estandarizado, es difícil saber con exactitud cómo diagnosticar el síndrome piramidal. Sin embargo, se estima que los casos de ciática relacionados con el síndrome varían desde muy raros hasta un 6% del total de casos vistos en la práctica clínica. En cuanto a diferencias por género, se cree que es 6 veces más común en el sexo femenino. Un estudio observacional de 2013 identificó que el 17,6% del total de pacientes que sufren de dolor lumbar presentan las características clínicas atribuibles al síndrome del piramidal. Otro estudio con 750 sujetos identificó que el 6% de los pacientes que entraban en consulta con la descripción "problemas de origen lumbar" sufrían de síndrome del piramidal.
Es más frecuente en sujetos que se encuentran en el tramo de edad entre los 40 y los 50 años de vida y afecta por igual independientemente del tipo de actividad profesional se realice.

## Desarrollo de la enfermedad

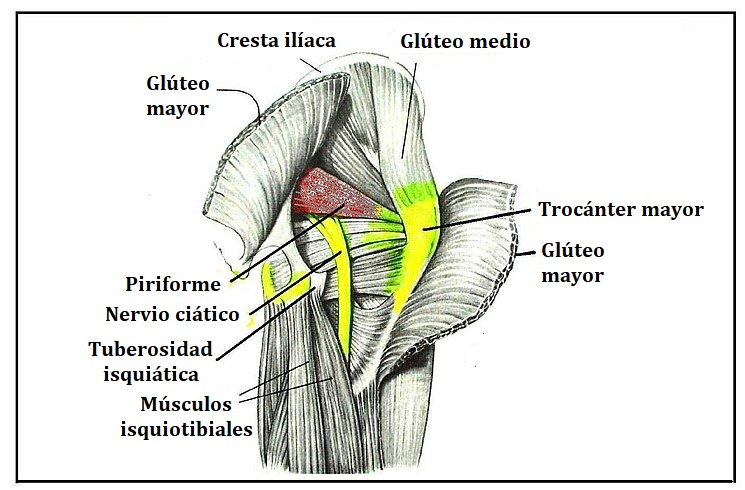
Lugar de atrapamiento del nervio ciático por el músculo piriforme y estructuras circundantes

El piramidal es un músculo plano, oblicuo y con forma de pirámide que se origina en la cara anterior del sacro, la parte vertebral de la región glútea y el margen superior de la escotadura ciática mayor. Este sale de la pelvis a través del foramen ciático mayor para insertarse en el trocánter mayor del fémur. El gran nervio ciático se relaciona con el piramidal de diversas formas en su recorrido por la pierna: puede atravesar el vientre muscular, puede discurrir anterior a él o puede hacerlo posterior. En la mayoría de los casos, el atrapamiento es anterior al piramidal y posterior al obturador interno y sus géminos. El músculo puede estresarse ante una mecánica corporal inadecuada mantenida en el tiempo o por una lesión traumática aguda en rotación interna de cadera. En cualquier caso, un aumento del volumen (hipertrofia), la presencia de espasmo muscular o un aumento del tono muscular en este músculo se han relacionado con la presencia de síndrome del piramidal. Curiosamente, se ha confirmado a través de resonancia magnética nuclear que el descenso del volumen del músculo (hipotrofia) también es causa de la aparición del síndrome.
Además, la existencia de ciertas anomalías pueden contribuir a la compresión, como pueden ser variaciones en el recorrido del nervio ciático, presencia de masas tumorales, o aneurisma de la arteria glútea inferior.

## Diagnóstico
El diagnóstico del síndrome del piramidal ha resultado problemático debido a las dificultades a la hora de encontrar signos objetivos del origen del dolor. Por tanto, a menudo se realiza a partir de un diagnóstico de descarte junto con pruebas exploratorias que evidencien los hallazgos clínicos. No obstante, algunas técnicas de imagen, como la resonancia magnética nuclear, se han convertido en un elemento clave a la hora de contribuir a su diagnóstico. Muchos síndromes que tienen como causa una variación anatómica pasaban desapercibidos anteriormente por limitaciones a la hora de utilizar este tipo de técnicas de imagen. El empleo de una técnica avanzada como la neurografía por resonancia magnética para la exploración de los nervios periféricos puede resultar útil en el diagnóstico del síndrome. La neurografía por resonancia magnética utiliza secuencias de alta resolución que aumentan la precisión y la visualización del estado del nervio, aunque su uso no está totalmente extendido y muchos centros de salud aún carecen de los medios necesarios para su implementación.
En la evaluación clínica a menudo se realizan los siguientes tests con el objetivo de aumentar la tensión del piramidal y comprimir al nervio ciático, para posteriormente comparar los resultados de estas pruebas de provocación con los síntomas descritos por el paciente:
- Test de Patrick of FABER: con el paciente en posición supina, se realizan flexión, abducción y rotación externa pasivas de cadera.
- Signo de Freiberg: se realiza rotación interna forzada pasiva con la pierna extendida.
- Test de Pace: con el paciente en posición supina y las rodillas flexionadas, se le colocan las caderas en aducción y, a continuación, el paciente intenta realizar abducción de forma activa contra la resistencia del fisioterapeuta.
- Test de Beatty: colocándose el paciente en decúbito lateral, con la pierna asintomática en contacto con la camilla extendida y la rodilla de la pierna contraria flexionada, el terapeuta coloca una mano en la pelvis para estabilizar y, con la otra, realiza un empuje inferior con contratoma en la rodilla flexionada.
- Test de FAIR: se realizan flexión, aducción y rotación interna de cadera pasivas.

Se deberán descartar otras patologías que provoquen síntomas parecidos como la hernia de disco lumbar, artropatía de las carillas articulares intervertebrales o facetarias lumbares, estenosis del canal espinal o tensión en los músculos de la región lumbar.

## Tratamiento
El tratamiento del síndrome piramidal se compone frecuentemente de ejercicios de fisioterapia, administración de antiinflamatorios no esteroideos e inyección local de toxina botulínica o corticoesteroides, siendo la intervención quirúrgica el último recurso. Entre los métodos de tratamiento de fisioterapia que se utilizan con mayor frecuencia se encuentran la realización de ejercicios de cinesiterapia pasiva y el estiramiento activo del músculo piriforme mediante el uso de técnicas de inhibición recíproca y relajación post-isométrica.
El tratamiento quirúrgico se utiliza como último recurso en casos en los que la rehabilitación no ha dado resultado y suele consistir en la resección de parte del músculo, evitando la neurólisis del nervio ciático. Sin embargo, aunque existen algunos estudios que ofrecen resultados positivos respecto a su uso, este no está totalmente extendido.

## Galería

Localización anatómica del músculo piriforme
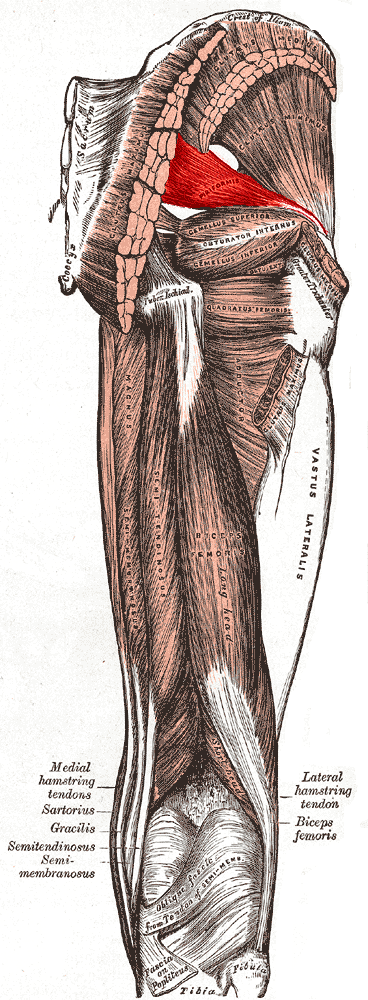
Músculo piriforme (resaltado en rojo claro) en una visión posterior de la pierna